# Oeneis nevadensis
Espèce
Oeneis nevadensis est une espèce d'insectes lépidoptères (papillons) appartenant à la famille des Nymphalidae à la sous-famille des Satyrinae et au genre Oeneis.

## Dénomination
Elle a été nommée Oeneis nevadensis par C. et R. Felder, en 1866.
Synonymes :Chionobas nevadensis C. et R. Felder, [1867].

### Sous-espèces
- Oeneis nevadensis nevadensis
- Oeneis nevadensis gigas Butler, 1868
- Oeneis nevadensis iduna (Edwards, 1874)[1].

### Noms vernaculaires
Oeneis nevadensis se nomme Great Arctic en anglais.

## Description
Oeneis nevadensis est de couleur marron bordé de marron plus foncé avec un à trois ocelles aux antérieures dont un à l'apex et un aux postérieures.
Le revers des antérieures est semblable, celui des postérieures est marbré et striée de gris ou de brun.

### Chenille
Elle porte des bandes blanches et marron sur les côtés, noire sur le dos.

## Biologie

### Période de vol et hivernation
Deux cycles saisonniers sont nécessaires à son développement, il hiverne deux fois à deux stades de la chenille.
Il vole en une génération entre le début mai et juillet.

### Plantes hôtes
Les plantes hôtes sont des graminées.

## Écologie et distribution
Il est présent sur la côte ouest de l'Amérique du Nord  en  Colombie-Britannique, dans l'ile de Vancouver, dans l'état de Washington, en Oregon et jusqu'en Californie,.

### Biotope
Il réside dans les clairières et en bordure de forêt.

### Protection
Pas de statut de protection particulier.

## Liens taxonomiques
- (en) Tree of Life Web Project : Oeneis nevadensis
- (en) Catalogue of Life : Oeneis nevadensis Felder, 1867 (consulté le 18 décembre 2020)
- (fr + en) ITIS : Oeneis nevadensis  (C. Felder & R. Felder, 1867)
- (en) NCBI : Oeneis nevadensis (taxons inclus)